# Hervé II de Léon (seigneur de Léon)
Pour les articles homonymes, voir Hervé de Léon.
Hervé II de Léon (seigneur de Léon) est le fils d'Hervé Ier de Léon, fondateur de la seigneurie de Léon, et de Margilie de Rohan (1165-), fille d'Alain III de Rohan et de Constance de Penthièvre.

## Biographie
Seigneur de Léon, son fief est le château de La Roche-Maurice. Marié vers 1206 avec Anne dite d'Hennebont, héritière d'une partie du Kemenet-Héboé, c'est-à-dire les 2/3 du vieux château d'Hennebont, des paroisses d'Inzinzac et de Penquesten, de la plus grande partie de Saint-Caradec et de Caudan de la moitié de Groix du tiers de Plouay, Tréfaven en Ploemeur et de plusieurs enclaves disséminées dans Arzano, Gestel et Lesbin, Quéven et Lanvaudan. Il épouse en secondes noces une fille du vicomte du Faou.
Selon le nécrologue de l'Abbaye Saint-Guénolé de Landévennec, Hervé II décède le 23 novembre d'une année non précisée vers 1218 au retour de Croisade. Il est le père d'Hervé III de Léon.